# أوتو بيندورف
أوتو بيندورف (بالألمانية: Otto Benndorf)‏ عالم أثار ألماني-نمساوي من غرايتس. كان أب الفيزيائي هانس بيندروف. درس تحت يد فريدريش جوتليب فيلشر، أوتو جان، و فريدريش فيلهلم ريتشل في جامعة بون. لاحقاً عمل كمعلم في بيفورتا، وكان من أحذ تلامذته فريدريك نيتشه. من العام 1864 حتى العام 1868م كان عضواً في حملة علمية والتي جالت إيطاليا (روما)، صقلية، اليونان، و الأناضول. في عام 1868 تلقى شهادة التأهل للأستاذية من جامعة غوتنغن تحت اشراف فريدرك ويسيلير